# Premio Nacional de Tauromaquia
El Premio Nacional de Tauromaquia fue uno de los reconocimientos que, anualmente, otorgaba el Ministerio de Cultura de España para reconocer el trabajo que personas físicas o jurídicas realizaban en defensa y promoción de la tauromaquia como Bien de Interés Cultural.
Estos premios, dependientes de la Dirección General de Bellas Artes, fueron instaurados en 2011 tras traspasarse las competencias de los asuntos taurinos desde el Ministerio de Interior al de Cultura. En 2024 el premio no se entregó, anunciando el Ministerio de Cultura que iniciaría los trámites administrativos para su supresión definitiva. El premio fue definitivamente suprimido en septiembre de 2024.
Tras la supresión de este galardón por parte del Gobierno, Radio España registró la marca en la Oficina Española de Patentes y Marcas, para así permitir la continuidad del premio por parte de la sociedad civil. Es así que el 10 de noviembre de 2024, coincidiendo con el 100 aniversario de Radio España, se organizó una gala en la Real Casa de Correos, sede de la Presidencia de la Comunidad de Madrid, en la que se hizo entrega del Premio Nacional de Tauromaquia 2024, al veterano periodista de información taurina, Miguel Ángel Moncholi.
La presentación del premio corrió a cargo de la presidenta de la Academia Española de Tauromaquía, Laura Gata Rubio, que cedió la entrega del galardón al director-gerente del Centro de Asuntos Taurinos de la Comunidad de Madrid, Miguel Abellán.

## Marco jurídico
El Premio Nacional de Tauromaquia está regulado por la normativa aplicable a los Premios Nacionales de Cultura donde se reconoce el trabajo individual y colectivo de aquellas personas físicas o jurídicas que contribuyen a la mejora y desarrollo culturales de España. De acuerdo con esto, el Ministerio de Cultura decidió convocar una categoría específica para el ámbito taurino después de que las competencias sobre tauromaquia fueran traspasados desde el Ministerio del Interior al Ministerio de Cultura.
De acuerdo con esto, la legislación pasaba a reconocer a la "actividad tauromáquica como una disciplina artística, y un producto cultural y, por lo tanto, una actividad digna del fomento y la protección de la cultura, que el artículo 149.2 de la Constitución Española encomienda al Estado como deber y atribución esencial". Un hecho que dio paso a que el Ministerio de Cultura pasara a hacerse cargo de la promoción y defensa de la tauromaquia, algo que se consagraría años más tarde, tras el reconocimiento de ésta como Bien de Interés Cultural con carácter inmaterial.

## Premios
El Premio Nacional de Tauromaquia es la categoría más novel de los Premios Nacionales de Cultura, regulados por la legislación española desde el año 1995. Un galardón que tiene como objetivo reconocer los "méritos extraordinarios de un profesional del toreo, en todas sus diferentes manifestaciones (torero, ganadero, empresario, etc.), o de una persona o institución que haya destacado por su labor en favor de la difusión de los valores culturales de la tauromaquia".

### Dotación económica
Según las aplicaciones presupuestarias del Ministerio de Cultura, el Premio Nacional de Tauromaquia está dotado con una cantidad de treinta mil euros (30.000€), una cantidad prefijada para cada una de las modalidades que se convocan anualmente.

### Jurado
El jurado de estos premios, según las bases reguladoras, está presidido por un miembro titular de la Dirección General de Bellas Artes y cuenta, además, con la participación de un miembro titular de la Subdirección General de Protección del Patrimonio Histórico. Asimismo, cuenta con distintos vocales: la persona o entidad que fue premiada en la edición anterior, un máximo de doce personalidades de reconocido prestigio del ámbito profesional, cultural o académico relacionada con la tauromaquia y una persona designada por un centro o departamento académico relacionado con el ámbito de la perspectiva de género; actuando como secretario de los premios, un funcionario de la misma Dirección General de Bellas Artes.

## Premiados
| Edición | Año  | Premiado                                              | Ref.          |
| ------- | ---- | ----------------------------------------------------- | ------------- |
| I       | 2013 | Francisco Manuel Ojeda González                       | [ 12 ] [ 13 ] |
| II      | 2014 | Francisco Cano Lorenza "Canito"                       | [ 14 ] [ 15 ] |
| III     | 2015 | Escuela de Tauromaquia de Madrid "Marcial Lalanda"    | [ 16 ] [ 17 ] |
| IV      | 2016 | Victorino Martín Andrés                               | [ 18 ] [ 19 ] |
| V       | 2017 | Enrique Ponce                                         | [ 20 ] [ 21 ] |
| VI      | 2018 | Juan José Padilla                                     | [ 22 ] [ 23 ] |
| VII     | 2019 | Foro de Promoción, Defensa y Debate de las Novilladas | [ 24 ] [ 25 ] |
| VIII    | 2020 | Fundación del Toro de Lidia                           | [ 26 ] [ 27 ] |
| IX      | 2021 | Morante de la Puebla                                  | [ 28 ]        |
| X       | 2022 | Casa de Misericordia de Pamplona                      | [ 29 ]        |
| XI      | 2023 | Julián López "El Juli"                                | [ 30 ]        |
| XII     | 2024 | Miguel Ángel Moncholi                                 |               |